# Ditassa mucronata
Ditassa mucronata är en oleanderväxtart som beskrevs av Carl Friedrich Philipp von Martius. Ditassa mucronata ingår i släktet Ditassa och familjen oleanderväxter. Inga underarter finns listade i Catalogue of Life.